# Gold-Täubling
Der Gold-Täubling (Russula aurea, syn. Russula aurata) ist ein Pilz aus der Familie der Täublingsverwandten. Der wissenschaftliche Artname leitet sich vom lateinischen Adjektiv „aureus“ ab und bedeutet golden.

## Merkmale

### Makroskopische Merkmale
Der Hut des Gold-Täublings ist 5–10 cm breit, jung fast kugelig, später gewölbt bis ausgebreitet. Im Alter ist die Mitte meist niedergedrückt. Die Oberfläche ist klebrig-glänzend und prachtvoll goldgelb, ziegelrot bis blutrot gefärbt. Die Farben sind oft fleckig ineinander gemischt, der Hut kann aber auch einfarbig goldgelb oder purpurrot gefärbt sein. Der Rand ist jung glatt und kann im Alter etwas furchig gerieft sein.
Die Lamellen sind jung hellgelb und später butter- bis blass ockergelb. Sie haben oft eine zitronen- bis chromgelbe Schneide. Dieses Merkmal kann bisweilen aber fehlen. Die Lamellen sind abgerundet am Stiel angewachsen und sehr brüchig. Das Sporenpulver ist ockergelb.
Der Stiel ist bis 7 cm hoch, kräftig, weiß und oft zitronengelb angelaufen. Das Fleisch ist weiß, unter der Huthaut gelb und schmeckt mild, bisweilen ein wenig bitter.
Das Fleisch färbt sich mit Eisensulfat rosa oder blass braun grau an. Die Guajak-Reaktion ist stark positiv, das Fleisch färbt sich blau/grün. Mit Phenol färbt sich das Fleisch braun oder purpur bis weinrot.

### Mikroskopische Merkmale
Die Sporen sind 7,5–9 µm lang und 6–8 μm breit, fast kugelig bis breit-elliptisch mit konischen, 0,7–1,5 μm hohen Warzen. Zwischen den Warzen sind dünne bis dicke, gratartige Verbindungen ausgebildet, die ein teilweises Netzwerk mit ein paar wenigen Maschen bilden.
Die Huthaut-Hyphen laufen spitz zu. Sie sind zylindrisch, spindelförmig oder leicht keulenförmig. Weder Dermatozystiden noch Hyphen färben sich mit Fuchsin, noch mit Sulfovanillin an. In der Huthaut können keine Pileozystiden nachgewiesen werden.

## Artabgrenzung
Der Gold-Täubling wird meist schon an der intensiv goldgelben Hutfarbe erkannt, seltene ganz dunkelrote Exemplare haben meist noch chromgelbe Flecken. Das sicherste Kennzeichen ist die zitronen- bis chromgelbe Färbung an den Lamellenschneiden, am Stiel und unter der Huthaut.

Formen ohne gelbes Pigment sind nur durch eine genaue mikroskopische Untersuchung von ähnlich gefärbten Arten zu unterscheiden.

## Ökologie
Der Gold-Täubling kommt besonders in lichten, grasreichen Laubwäldern vor, kann aber auch im Nadelwald gefunden werden. Sein bevorzugter Mykorrhizapartner ist die Rotbuche, viel seltener geht er mit Fichten, Eichen, Haselnuss, Linden oder anderen Laubbäumen eine Partnerschaft ein. Der Pilz erscheint von Juli bis Oktober, gelegentlich auch schon früher, meist einzeln oder in kleinen Gruppen. Der Pilz bevorzugt frische, basische bis neutrale, kalkreiche, aber stickstoffarme Basalt-, Löß-, Braunerde- oder Kalkgesteinsböden. Der Pilz kommt überwiegend im Hügel- und Bergland vor, im Flachland ist er sehr selten.

## Verbreitung

Europäische Länder mit Fundnachweisen des Gold-Täublings.
Legende:
Länder mit Fundmeldungen
Länder ohne Nachweise
keine Daten
außereuropäische Länder

Der Gold-Täubling kommt in Europa, Nordamerika (USA), Nordafrika (Marokko) und Nordasien (Japan, Nord- und Südkorea) vor.
In Deutschland ist er vergleichsweise selten und auf der Roten Liste in der Gefährdungskategorie RL3 gelistet. In weiten Teilen Deutschlands ist er aber viel seltener oder fehlt ganz.

## Systematik
Als mild schmeckende, relativ große, rothütige Art mit gelb gefärbten Lamellen und Sporenpulver, wird der Gold-Täubling in die Sektion Coccineae gestellt.

### Unterarten und Varietäten
Russula aurea f. axantha ist eine Form ohne gelbes Pigment und wird deshalb makroskopisch oft nicht als Gold-Täubling erkannt.

## Bedeutung
Der Gold-Täubling ist ein guter Speisepilz, aufgrund seiner Seltenheit sollte er aber besser geschont werden.